# Nana Ama McBrown
Felicity Ama Agyemang (sinh ngày 15 tháng 8 năm 1977)  được biết đến với cái tên Nana Ama McBrown là một nữ diễn viên người Ghana, người dẫn chương trình truyền hình và là một nhà văn âm nhạc. Cô nổi lên nhờ vai diễn trong loạt phim truyền hình Xúc tu. Sau đó, cô đã tìm thấy thành công chủ đạo sau vai diễn trong bộ phim tiếng Twi Asoreba.

## Tuổi thơ
Nana Ama được sinh ra ở Kumasi, Ghana, vào ngày 15 tháng 8 năm 1977. Mẹ cô, bà Cecilia Agyenim Boateng, và cha cô, Kwabena Nkrumah, ly dị khi bà Nana Ama còn nhỏ. Khi cha cô mất và mẹ cô không thể chăm sóc cô và sáu anh chị em khác của cô, Nana Ama cùng với anh chị em của cô đã được Kofi McBrown và dì của cô, bà Betty Obiri Yeboah nhận nuôi. Kết quả là, Nana Ama coi tuổi thơ của mình thật khó khăn.
Cùng với sáu anh chị em của mình, Nana Ama lớn lên ở Kwadaso, Kumasi cùng với dì và cha nuôi của cô. Cho đến ngày nay, cô coi dì là "người mẹ thực sự" của mình và đã nói về lòng biết ơn của mình với người dì vì đã cung cấp cho cô một ngôi nhà ổn định và chu đáo.
Nana Ama theo học tại trường dân cư quốc tế St. Peter, chuyển đến trường quốc tế Minnesota và sau đó đến trường quốc tế trung tâm. Cô tiếp tục đến Kwadaso LAJSS, mặc dù cuối cùng cô đã bỏ học và không thể tham dự kỳ thi Chứng chỉ giáo dục cơ bản.

## Sự nghiệp
McBrown về cơ bản vấp ngã trong diễn xuất. Cô đã trả lời một cuộc gọi đấu giá trên đài phát thanh của Miracle Films và được thuê để làm trang phục thay thế. Tuy nhiên, trên trường quay, cô đã có thể đảm nhận vai chính sau khi đạo diễn, Samuel Nyamekye, cảm thấy rằng cô phù hợp hơn cho vai diễn này. Năm 2001, bộ phim đầu tiên của cô, Ngày đó, được phát hành khởi động sự nghiệp của cô.
Diễn xuất của cô trong Ngày đó đã mở ra cho lũ lụt những vai diễn thú vị và hấp dẫn, đưa cô đến một vị trí trong bộ phim truyền hình Tentacles.
Năm 2007, bộ phim Asoreba, với sự tham gia của Agya Koo và Mercy Aseidu, đã biến Nana Ama thành một cái tên quen thuộc. Kể từ đó, cô đã dần xây dựng được một lượng người theo dõi mạnh mẽ bằng cách phát hành một loạt các bộ phim được đánh giá cao.

## Cuộc sống cá nhân
Nana Ama đã được liên kết với Cảnh sát trưởng Omar Captan, bạn diễn của cô trong một số bộ phim, mặc dù cả hai đã liên tục phủ nhận bất kỳ chấp trước lãng mạn nào.
Năm 2004, Nana Ama McBrown hẹn hò ngắn gọn, Okyeame Kwame, một nhạc sĩ người Ghana. Trong năm đó, cặp đôi đã được nhìn thấy đi du lịch cùng nhau trên khắp Ghana để quảng bá cho bản phát hành solo của Okyeame Kwame.
Ngày 15 tháng 7 năm 2007, Nana Ama đã đăng quang trở thành Nkosuohemaa (hoặc nghi lễ hoàng hậu mẹ của sự phát triển) của Assin-Basiako gần Assin- Fosu trong Quận Assin Bắc của khu vực miền Trung, Ghana.
Năm 2016, cô kết hôn với bạn trai lâu năm Maxwell Mawu Mensah. Vào tháng 3 năm 2019, Nana Ama đã hạ sinh một bé gái ở Canada.

## Phim được chọn
- Nnipa ye bad
- Abro
- He Is Mine
- Madam Joan
- Nsem Pii
- Kumasi Yonko
- Odo Ntira
- Love Comes Back
- Kae Dabi
- Asoreba
- Wo Nyame som po ni
- Alicia
- Fools Paradise
- Dea Ade Wo No
- Girl Connection
- Playboy
- My Own Mother
- Friday Night
- Di Asempa (Osofo Maame)
- Asabea (The Blind Girl)
- Evil Heart
- The Pastor's Wife
- Pastors Club
- Onyame Tumi
- I Know My Rights
- The End
- Onyame ye Onyame
- John and John (2017)